# Big Time Rush (Band)
Big Time Rush (auch bekannt als BTR) ist eine US-amerikanische Band, die durch ihre gleichnamige Serie unter den Zuschauern des Kanals Nickelodeon bekannt wurde.

## Bandgeschichte
Nach den ursprünglichen Castings für die Fernsehserie Big Time Rush hatte die Band eine leicht andere Besetzung. Logan Henderson, Carlos Pena und James Maslow verkörperten ihre jetzigen Rollen, jedoch war die Rolle des Curt (später Kendall) mit Curt Hansen besetzt. Daher war er auch gleichzeitig Mitglied der Band und nahm in ihr die Songs Famous und This Is Our Someday und die erste Episode der Serie auf. Danach wurde er aufgrund von ungeklärten Umständen durch Kendall Schmidt ersetzt, der auch Teil der Serie war, weshalb der Dreh und die Aufnahmen mit ihm wiederholt werden mussten. Da die mit Curt Hansen aufgenommenen Songs nicht veröffentlicht wurden, gilt er nicht offiziell als ehemaliges Mitglied der Band. Im Jahr 2009 wurde die Fernsehsendung Big Time Rush auf dem Fernsehsender Nickelodeon USA ausgestrahlt. Am 24. April 2010 erschien sie auch in Deutschland, Österreich und der Schweiz. Die Band nahm auch außerhalb der Serie Songs auf und im Jahr 2009 erschien ihre erste Single Big Time Rush, die es nicht in die US-amerikanischen Charts schaffte. Nach ihrer zweiten Single Any Kind Of Guy, schaffte es die dritte, Halfway There auf Platz 93 der US-Charts.
Die Band hatte Auftritte bei den Nickelodeon Kids Choice Awards und den Teen Choice Awards 2010.
Im Oktober 2010 erschien ihr erstes Studioalbum B.T.R., welches auch gleichzeitig ihr größter Erfolg war. Es kam in zehn verschiedenen Staaten in die Charts und schaffte es bei den Billboard 200 auf Platz 3. Es erhielt für 500.000 verkaufte Exemplare eine Goldene Schallplatte in den USA. Bis April 2011 hat die Band über 1,5 Millionen Platten verkauft.
Am 8. Februar 2011 erschien die Single Boyfriend, die Big Time Rush zusammen mit Snoop Dogg sangen. Auf der Single waren, neben den Songs, die Album-Version von Boyfriend und das Musikvideo. Die Single war bisher die zweiterfolgreichste Single von Big Time Rush. Sie war in Deutschland, Österreich, Großbritannien und den USA in den Charts und war die erste Single, die nicht nur in den Billboard Hot 100 war. Durch den Song wurde Big Time Rush international bekannter, unter anderem auch in Deutschland.
Ihr zweites Album Elevate wurde im November 2011 veröffentlicht. Ende 2011 und Anfang 2012 waren Big Time Rush zu Konzerten und Fernsehauftritten in Deutschland. Am 17. Februar 2012 gingen Big Time Rush auf ihre erste Tour in den USA, die Better With U Tour. Die Vorgruppe war die britisch-irische Band One Direction. Vom 5. Juli bis zum 18. September 2012 spielten sie weitere 52 Konzerte in den USA und Kanada im Rahmen einer Summer Tour.
Nach dem Ende der Serie im Jahre 2013, ging die Band auf Tournee bis März 2014. Nach der Tournee wurde bekanntgegeben, dass die Band für unbestimmte Zeit eine Pause machen wird.
Am 20. April 2020 kam die Band virtuell wieder zusammen, als sie ein Video auf die Social-Media-Plattformen der Band hochlud und ihren Fans einige Wünsche bezüglich der COVID-19-Pandemie mitteilte. Am 16. Juni 2020 veröffentlichte die Band ein akustisches Cover von „Worldwide“.
Am 19. Juli 2021 wurden die Wiedervereinigung der Band und zwei Konzerte im Dezember 2021 angekündigt. Weiterhin wurde bestätigt, dass die Band gemeinsam an neuer Musik arbeitet. Ihre Comeback Single Call It Like I See It erschien am 13. Dezember 2021.
Am 25. Februar 2022 erschien ihre Single Not Giving You Up mit einem Musikvideo.
Am 2. Juni 2023 erfolgte die Veröffentlichung des vierten Studioalbums mit dem Titel Another Life. Für 2024 ist eine Tour durch Europa und Großbritannien geplant.

## Bandmitglieder
- Kendall Francis Schmidt (* 2. November 1990 in Wichita, USA) ist Schauspieler, Sänger, Tänzer und spielt Gitarre.
- James David Maslow (* 16. Juli 1990 in New York City, USA) ist Schauspieler, Sänger, Tänzer und spielt Klavier.
- Logan Phillip Henderson (* 14. September 1989 in North Richland Hills, USA) ist Schauspieler, Sänger und Tänzer.
- Carlos Roberto Pena Jr. (* 15. August 1989 in Columbia (Missouri), USA) ist Schauspieler, Sänger und Tänzer.

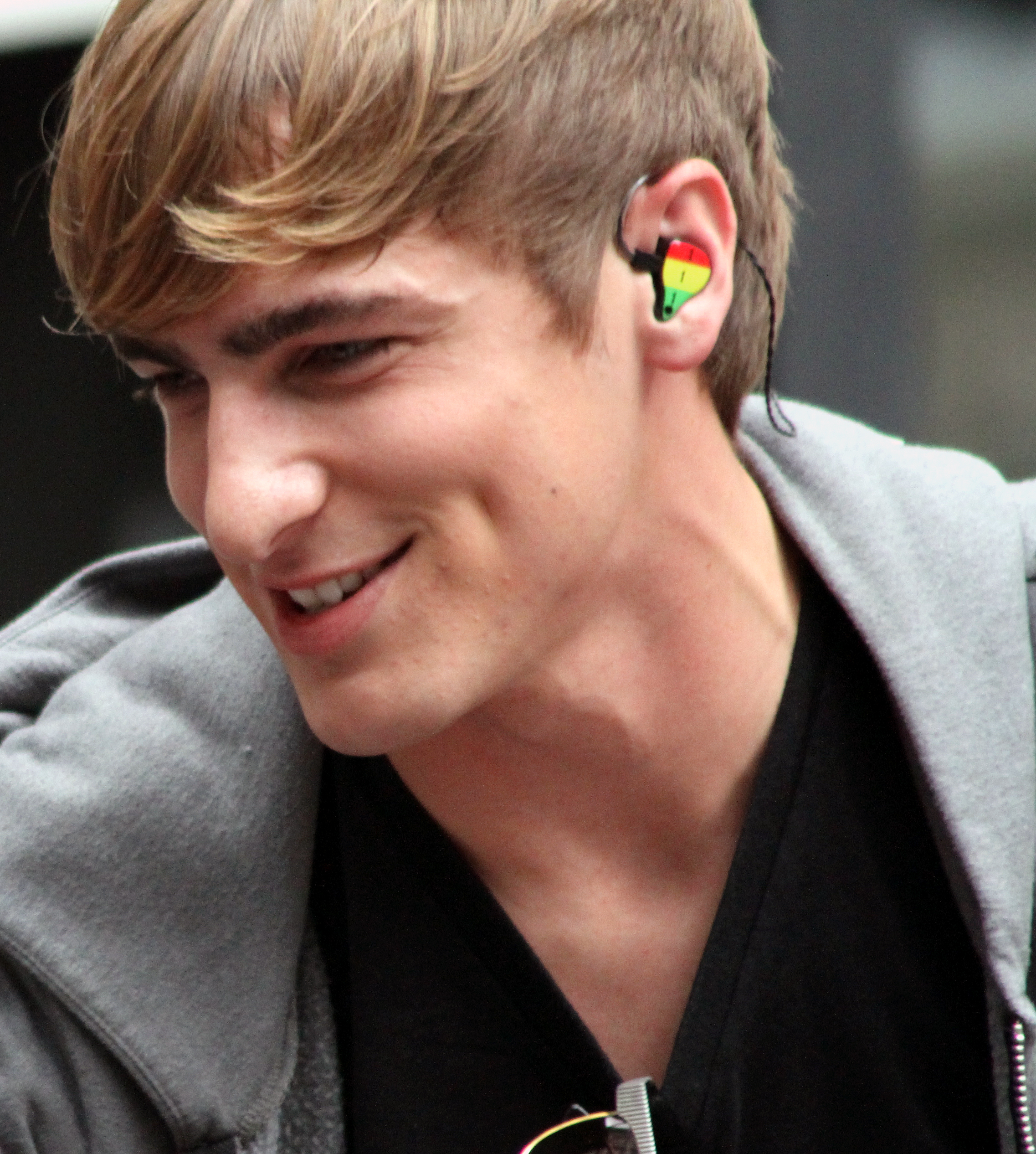
Kendall Schmidt in New York City (2010)
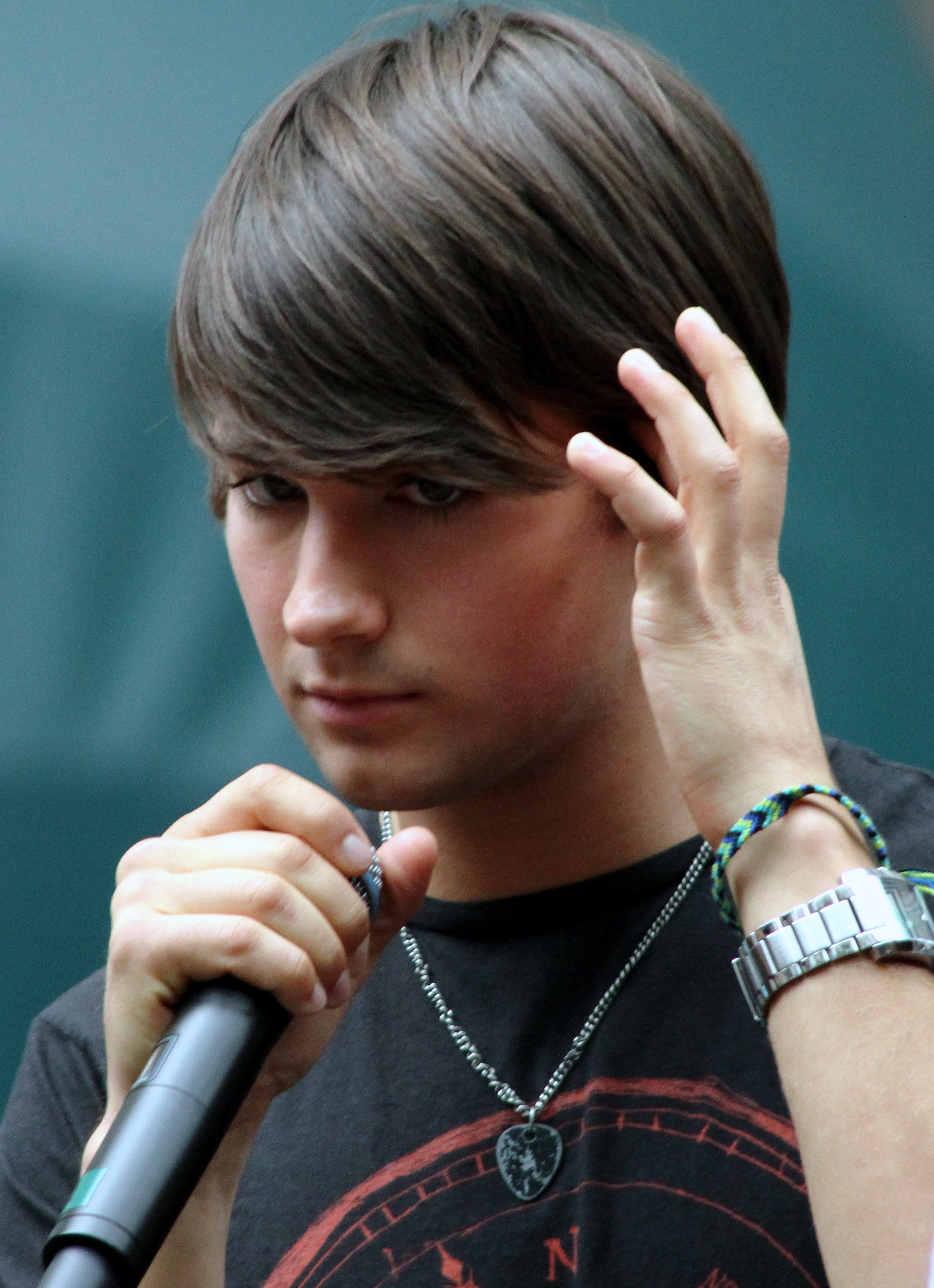
James Maslow in New York City (2010)
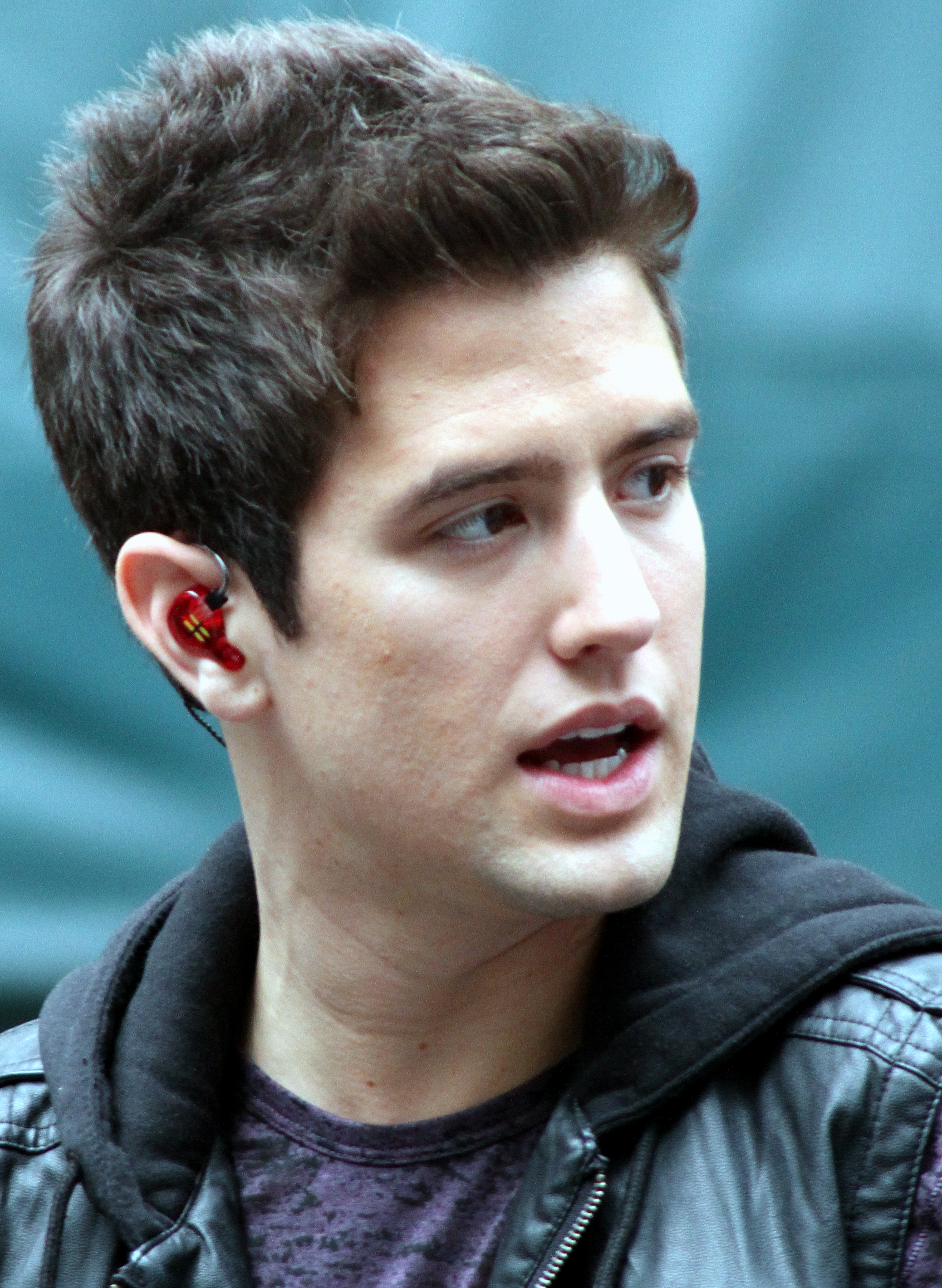
Logan Henderson in New York City (2010)
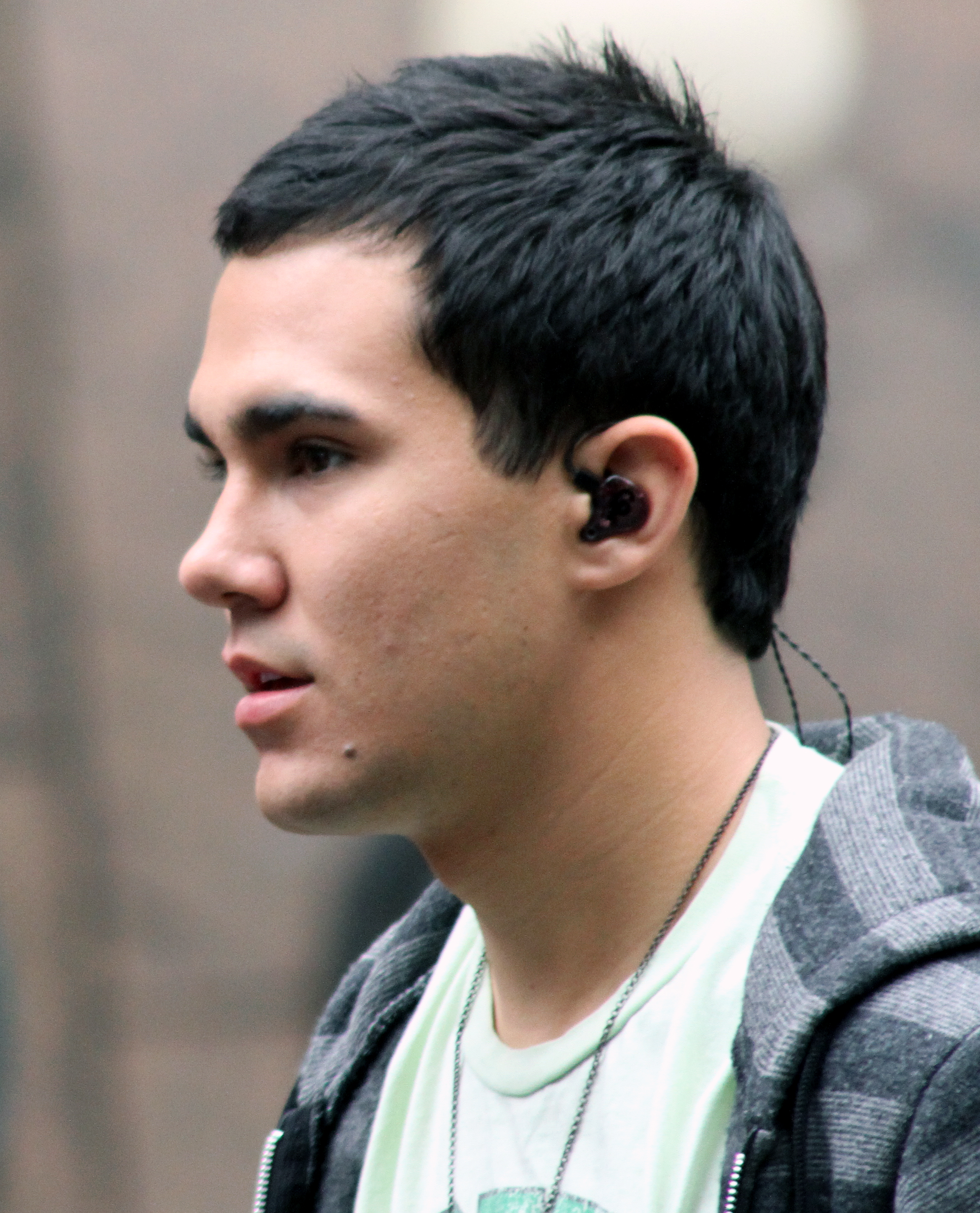
Carlos Pena Jr. in New York City (2010)

## Gastauftritte in Fernsehserien
- 2011: Hand aufs Herz (Episode 210)
- 2012: How to Rock (Episode 1x06)
- 2013: Die Pinguine aus Madagascar (Episode „Der Tunnel der Liebe“)
- 2013: Marvin Marvin (Episode „Angriff der Klerg“)

## Diskografie
Studioalben

| Jahr | Titel        | Höchstplatzierung, Gesamtwochen, AuszeichnungChartplatzierungen (Jahr, Titel, Platzierungen, Wochen, Auszeichnungen, Anmerkungen) | Höchstplatzierung, Gesamtwochen, AuszeichnungChartplatzierungen (Jahr, Titel, Platzierungen, Wochen, Auszeichnungen, Anmerkungen) | Höchstplatzierung, Gesamtwochen, AuszeichnungChartplatzierungen (Jahr, Titel, Platzierungen, Wochen, Auszeichnungen, Anmerkungen) | Höchstplatzierung, Gesamtwochen, AuszeichnungChartplatzierungen (Jahr, Titel, Platzierungen, Wochen, Auszeichnungen, Anmerkungen) | Höchstplatzierung, Gesamtwochen, AuszeichnungChartplatzierungen (Jahr, Titel, Platzierungen, Wochen, Auszeichnungen, Anmerkungen) | Anmerkungen                                                  |
| Jahr | Titel        | DE | AT | CH | UK | US | Anmerkungen                                                  |
| ---- | ------------ | --- | --- | --- | --- | --- | ------------------------------------------------------------ |
| 2010 | B.T.R.       | DE16 (18 Wo.)DE | AT12 (19 Wo.)AT | CH18 (13 Wo.)CH | UK14 (3 Wo.)UK | US3 Platin · (51 Wo.)US | Erstveröffentlichung: 11. Oktober 2010 Verkäufe: + 1.030.000 |
| 2011 | Elevate      | DE33 (4 Wo.)DE | AT32 (4 Wo.)AT | CH76 (2 Wo.)CH | UK72 (1 Wo.)UK | US12 Gold · (22 Wo.)US | Erstveröffentlichung: 18. November 2011 Verkäufe: + 500.000  |
| 2013 | 24/Seven     | DE42 (2 Wo.)DE | AT35 (1 Wo.)AT | CH43 (1 Wo.)CH | — | US4 (10 Wo.)US | Erstveröffentlichung: 7. Juni 2013 Verkäufe: + 30.000        |
| 2023 | Another Life | — | — | — | — | — | Erstveröffentlichung: 2. Juni 2023                           |

## Auszeichnungen und Nominierungen
| Tabellarische Übersicht der Auszeichnungen und Nominierungen | Tabellarische Übersicht der Auszeichnungen und Nominierungen | Tabellarische Übersicht der Auszeichnungen und Nominierungen | Tabellarische Übersicht der Auszeichnungen und Nominierungen         | Tabellarische Übersicht der Auszeichnungen und Nominierungen |
| Jahr                                                         | Auszeichnung                                                 | Für                                                          | Kategorie                                                            | Resultat                                                     |
| ------------------------------------------------------------ | ------------------------------------------------------------ | ------------------------------------------------------------ | -------------------------------------------------------------------- | ------------------------------------------------------------ |
| 2010                                                         | Nickelodeon Kids Choice Awards Australien                    | Big Time Rush                                                | Lieblingsband – International (Favourite International Band)         | Nominiert                                                    |
| 2011                                                         | Nickelodeon Kids Choice Awards USA                           | Big Time Rush                                                | Lieblingsband (Favorite Music Group)                                 | Nominiert                                                    |
| 2011                                                         | Nickelodeon Kids Choice Awards Mexiko                        | Big Time Rush                                                | Lieblingskünstler – International (Artista Internacional Favorito)   | Gewonnen                                                     |
| 2011                                                         | Nickelodeon Kids Choice Awards Argentinien                   | Big Time Rush                                                | Lieblingskünstler – International (Artista Internacional Favorito)   | Nominiert                                                    |
| 2011                                                         | Nickelodeon Kids Choice Awards Argentinien                   | Boyfriend                                                    | Lieblingssong (Canción Favorita)                                     | Gewonnen                                                     |
| 2011                                                         | MTV Europe Music Awards                                      | Big Time Rush                                                | Bester Push Act (Best Push)                                          | Nominiert                                                    |
| 2011                                                         | Youth Rock Awards                                            | Big Time Rush                                                | Band des Jahres (Rockin' Group of the Year)                          | Nominiert                                                    |
| 2011                                                         | MTV Best of 2011                                             | Big Time Rush                                                | Lieblings-Durchbruchs-Band 2011 (Favorite Breakthrough Band of 2011) | Nominiert                                                    |
| 2012                                                         | Nickelodeon Kids Choice Awards USA                           | Big Time Rush                                                | Lieblingsband (Favorite Music Group)                                 | Gewonnen                                                     |
| 2013                                                         | Nickelodeon Kids Choice Awards USA                           | Big Time Rush                                                | Lieblingsband (Favorite Music Group)                                 | Nominiert                                                    |